# Giorno per giorno (serie televisiva 1975)
Giorno per giorno (One Day at a Time) è una serie televisiva statunitense in 209 episodi trasmessi per la prima volta nel corso di 9 stagioni dal 1975 al 1984.

## Trama
Ann Romano è una madre divorziata e vive con le sue due figlie adolescenti Julie e Barbara Cooper. Dwayne F. Schneider è l'amministratore di condominio dove le tre vivono ed è coprotagonista della serie. Dopo il divorzio, Ann Romano (ex Cooper, riprende il cognome da nubile, mentre le figlie mantengono il cognome paterno) e le sue figlie si trasferiscono da Logansport, nell'Indiana, ad Indianapolis. Ann ottiene un lavoro presso l'azienda pubblicitaria Conners & Davenport (Mr. Conners è interpretato da John Hillerman, Mr. Davenport da Charles Siebert). All'inizio della seconda stagione, David si propone ad Ann, ma ella lo rifiuta, e l'uomo lascia la città e va a lavorare come avvocato a Los Angeles.
Durante la quinta stagione, Julie si sposa e si trasferisce a Houston con il marito Max Horvath, un assistente di volo (Michael Lembeck). Questa sottotrama fu sviluppata per dare la possibilità all'attrice  Mackenzie Phillips di potersi riabilitare dal consumo di droga. Questa stagione vede anche l'introduzione della madre di Ann, nonna Katherine Romano (Nanette Fabray).
Nella sesta  stagione, Ann lascia il suo lavoro di pubblicitaria e avvia una società d'affari con Nick Handris (Ron Rifkin). Diventano romanticamente coinvolti, ma Nick muore in un incidente d'auto causato da un guidatore ubriaco; a questo punto Ann inizia a allevare figlio adolescente di Nick, Alex (Glenn Scarpelli).
Durante la settima stagione, Ann entra in affari con una ex collega (ed ex nemica) della Conners & Davenport, Francine Webster (Shelley Fabares). Alex torna con sua madre che si è risposata, Felicia (Elinor Donahue). L'attrice Mackenzie Phillips torna nel cast quando il suo personaggio, Julie, e il marito Max tornano a Indianapolis. Barbara sposa il suo fidanzato, studente di odontotecnica, Mark Royer (Boyd Gaines).
Durante l'ottava stagione, Ann sposa il padre divorziato di Mark, Sam (Howard Hesseman), Julie dà alla luce una figlia di nome Annie (dal nome di sua madre), e le due figlie e i loro mariti si trasferiscono in una casa insieme.
La serie termina con la sua nona stagione (1983-84), con i componenti della famiglia che lasciano la casa per motivi diversi. Mackenzie Phillips viene licenziata una seconda volta per uso di droghe ed è tagliata  fuori dalla serie, con il personaggio di Julie che abbandona la famiglia e scompare. Ann e Sam si trasferiscono a Londra dopo che lei ha accettato un'offerta di lavoro. Questo episodio, intitolato Off We Go, è effettivamente il finale della serie, in cui tutti i protagonisti si separano e  Ann esce per ultima dall'appartamento di Indianapolis chiudendo la porta per l'ultima volta. Tuttavia, fu registrato un episodio in più: Another Man's Shoes, che è sostanzialmente un backdoor pilot in cui Schneider, l'amministratore del condominio di Indianapolis, si trasferisce in Florida a si prende cura di suo nipote orfano. Questo episodio vede nel cast l'attore Pat Harrington Jr. come unico personaggio derivante dal cast principale della serie. Il pilot non sfociò tuttavia in una serie.

## Personaggi
- Ann Romano (208 episodi, 1975-1984), interpretata da Bonnie Franklin.
- Barbara Cooper (207 episodi, 1975-1984), interpretata da Valerie Bertinelli.
- Dwayne F. Schneider (200 episodi, 1975-1984), interpretato da Pat Harrington Jr., amministratore del condominio (vinse un Emmy nel 1984 e un Golden Globe nel 1981 per questo ruolo).
- Julie Cooper (123 episodi, 1975-1983), interpretata da Mackenzie Phillips.
- Alex Handris (62 episodi, 1980-1983), interpretato da Glenn Scarpelli.
- Mark Royer (51 episodi, 1981-1984), interpretato da Boyd Gaines, studente di odontotecnica.
- Max Horvath (46 episodi, 1979-1984), interpretato da Michael Lembeck, marito di Julie dalla quarta stagione, è un assistente di volo ed aspirante scrittore.
- nonna Katherine Romano (40 episodi, 1979-1984), interpretato da Nanette Fabray, madre di Ann.
- Francine Webster (23 episodi, 1978-1984), interpretata da Shelley Fabares.
- David Kane (21 episodi, 1975-1981), interpretato da Richard Masur, ex fidanzato di Ann e vicino di casa.
- Sam Royer (18 episodi, 1982-1984), interpretato da Howard Hesseman.
- Ginny Wrobliki (14 episodi, 1976-1977), interpretata da Mary Louise Wilson, la cameriera.
- Bob Morton (14 episodi, 1976-1983), interpretato da John Putch, fidanzato di Barbara.
- Nick Handris (13 episodi, 1980-1981), interpretato da Ron Rifkin.
- Ed Cooper (8 episodi, 1976-1982), interpretato da Joseph Campanella.
- Mr. Connors (6 episodi, 1976-1980), interpretato da John Hillerman.
- Jerry Davenport (6 episodi, 1976-1979), interpretato da Charles Siebert.
- Cliff Randall (6 episodi, 1977-1978), interpretato da Scott Colomby.
- John (5 episodi, 1976-1978), interpretato da Derrel Maury.
- Chuck Butterfield (5 episodi, 1976), interpretato da William Kirby Cullen.
- Hal Butterfield (4 episodi, 1976-1983), interpretato da Howard Morton.
- Emily (4 episodi, 1976-1982), interpretata da Nedra Volz.
- dottor Paul Curran (4 episodi, 1977), interpretato da Jim Hutton.
- Mr. Nieman (4 episodi, 1980-1982), interpretato da Kip King.
- Hal (4 episodi, 1982), interpretato da Thom Bray.
- Jeff (4 episodi, 1982), interpretato da Jerry Houser.

## Produzione
La serie fu prodotta da Allwhit Inc. e Embassy Television e TAT Communications Company e girata negli studios della KTTV/Fox a Los Angeles e negli studios della Universal, a Universal City, in California.
Giorno per giorno presenta diversi episodi in più parti che trattano argomenti seri (come femminismo, sesso prematrimoniale, suicidio, infedeltà, violenza sessuale, e così via) e momenti drammatici. Come in altre serie prodotte da Norman Lear dell'epoca, Giorno per giorno fu girata di fronte a un pubblico dal vivo, per dare allo spettatore il senso di immediatezza, e venivano spesso impiegati primi piani durante le scene drammatiche. Quando il clima sociale cominciò a cambiare agli inizi degli anni '80, le sceneggiature divennero meno taglienti, e, dato che le ragazze diventavano adulte, l'innovazione della premessa originale - una madre divorziata che deve allevare i figli adolescenti - viene meno. Con nove anni Giorno per giorno è la seconda più lunga sitcom prodotta da Lear dopo I Jefferson.

### Registi
Tra i registi della serie sono accreditati:
- Alan Rafkin (123 episodi, 1978-1983)
- Herbert Kenwith (47 episodi, 1976-1978)
- Noam Pitlik (18 episodi, 1975-1984)
- Tony Singletary (5 episodi, 1983-1984)
- Howard Morris (4 episodi, 1976)
- Don Richardson (3 episodi, 1975-1976)
- Norman Campbell (2 episodi, 1976)
- Sandy Kenyon (2 episodi, 1976)
- Selig Frank (2 episodi, 1984)
- Bonnie Franklin (2 episodi, 1984)

## Distribuzione
La serie fu trasmessa negli Stati Uniti dal 1975 al 1984 sulla rete televisiva CBS. In Italia è stata trasmessa con il titolo Giorno per giorno su Canale 5.
Alcune delle uscite internazionali sono state:
- negli Stati Uniti il 16 dicembre 1975 (One Day at a Time)
- in Francia il 4 gennaio 1988 (Au fil des jours)
- in Italia (Giorno per giorno)

## Episodi
| Stagione         | Episodi | Prima TV USA |
| ---------------- | ------- | ------------ |
| Prima stagione   | 15      | 1975-1976    |
| Seconda stagione | 24      | 1976-1977    |
| Terza stagione   | 24      | 1977-1978    |
| Quarta stagione  | 26      | 1978-1979    |
| Quinta stagione  | 26      | 1979-1980    |
| Sesta stagione   | 21      | 1980-1981    |
| Settima stagione | 25      | 1981-1982    |
| Ottava stagione  | 26      | 1982-1983    |
| Nona stagione    | 22      | 1983-1984    |

## Reboot
Nel 2017, Netflix produce un reboot della serie dallo stesso titolo incentrato su una famiglia americana di origini cubane, guidata da Penelope Alvarez, interpretata da Justina Machado. La serie è stata resa disponibile il 6 gennaio 2017 e il 4 marzo è stata rinnovata per una seconda stagione.